# About You (Mike Shinoda)
About You è un singolo del rapper statunitense Mike Shinoda, pubblicato il 26 aprile 2018 come secondo estratto dal primo album in studio Post Traumatic.

## Descrizione
Il brano è stato realizzato con la partecipazione di Blackbear, che interpreta la sezione melodica nel bridge, e presenta sonorità tipicamente trap, con un ritornello cantato attraverso un vocoder su una base di sintetizzatori. Riguardo al significato del testo, Shinoda ha spiegato che About You è una risposta a coloro che ritenevano che ogni brano da lui scritto riguardassero la morte di Chester Bennington (suo collega nei Linkin Park), pur avendo passato un periodo in cui ha composto pezzi totalmente slegati dalla faccenda:

## Video musicale
Il video, reso disponibile simultaneamente al lancio del singolo, è stato diretto da Shinoda stesso e vede quest'ultimo cantare il brano con lo skyline di Shanghai alle sue spalle.

## Tracce
Testi e musiche di Mike Shinoda e Mat Musto.
1. About You (feat. Blackbear) – 3:26

## Formazione
Hanno partecipato alle registrazioni, secondo le note di copertina di Post Traumatic:
- Mike Shinoda – voce, strumentazione, produzione
- Blackbear – voce aggiuntiva
- Aaron C. Harmon – produzione aggiuntiva
- Jordan Reyes – produzione aggiuntiva
- Manny Marroquin – missaggio
- Ethan Mates – montaggio aggiuntivo
- Josh Newell – montaggio aggiuntivo
- Michelle Mancini – mastering